# کردی صحنه‌ای
کردی صحنه‌ای گویشی از کردی جنوبی است که در شهر صحنه رایج است. اسماعیل کماندار این گویش را متمایز از لکی دانسته و زیرمجموعۀ کردی جنوبی قرار داده است.
آنچه که گویش صحنه‌ای را از گویش لکی متمایز می‌کند ارگاتیو نبودن این گویش است. به همین دلیل این گویش زیرمجموعۀ کردی جنوبی طبقه‌بندی می‌شود.

## مقایسه
| صحنه‌ای       | کلیایی                    | کرماشانی      | لکی              | کرندی        | فارسی      |
| ------------ | ------------------------- | ------------- | ---------------- | ------------ | ---------- |
| ئەتواێ       | ئەتواێ                    | تواێ          | میت              | گەرەکدە      | می‌خوای     |
| بنارەی       | بنارەی                    | کلی کە/بنارەی | کلی کە           | بنێرەی       | بفرستش     |
| ئەتێ         | ئەتێ                      | تێ            | ماێ/مایتن        | تێ           | می‌آید      |
| ئەزانیمن     | ئەزانین                   | زانیمن        | مه‌زانیمن         | ئەزانین      | می‌دانیم    |
| دۊەت         | کەنێشک/دود                | دۊەت          | دۊەت/دت          | کەنێشک/دۊەت  | دختر       |
| نازانم       | نازانم                    | نیه‌زانم       | نمه‌زانم          | نازانم       | نمی‌دانم    |
| ئەڕا         | ئەڕا                      | ئەڕا          | ئەڕا             | بۆ           | برای       |
| داڵگ         | دالک/داڵگ                 | داڵگ          | داڵک             | دایگ/داڵگ    | مادر       |
| قسە کردم     | قسە کردم                  | قسە کردم      | قسه‌م کرد/گه‌پم دا | قسەم کرد     | صحبت کردم  |
| دوروس ئەکه‌ێد | دوروس ئەکاد، دوروس ئەکه‌ێد | دوروس که‌ێد    | دوروسه مه‌که‌ێ     | دوروسی ئەکاد | درست می‌کند |